# 大崎誠子
大崎 誠子（おおさき せいこ、1956年8月28日 - ）は、日本の政治家。元アナウンサー・報道記者。自由民主党所属の元北海道議会議員（4期）。

## 略歴
北海道函館市出身。遺愛女子高等学校、明治学院大学社会学部卒業。1979年、北海道文化放送（UHB）にアナウンサーとして入社。「テレビ道新6:30」→「UHBイブニングニュース」→「UHBスーパータイム」を始めとした各種番組の司会者、キャスターとして活動。
1986年にはアメリカ合衆国へ語学留学し一時休職。1991年にテレビ北海道（TVh）に報道記者として転籍し、北海道の行政・経済を中心に取材。一時期は『TVh道新ニュース』の土曜日のキャスターも担当したことがある。2002年に報道部次長を経て退社。
2003年、北海道議会議員選挙に札幌市東区から立候補し初当選。また2008年からは自民党北海道支部連合会女性部の部長も務めている。
2019年の道議選は出馬せず、4期で引退した。